# Ed Carlos
Ed Carlos, nome artístico de Oscar Teixeira (Santo André, 3 de fevereiro de 1952), é um cantor, compositor e empresário brasileiro, também conhecido como "Reizinho da Jovem Guarda", por ter sido apadrinhado por Roberto Carlos.
Seu LP homônimo foi lançado em 1968 pela Fermata. Assim como Roberto, com o declínio do movimento, passou a fazer músicas românticas. Ed homenageou Roberto Carlos com a música "Roberto, meu amigão", lançada em compacto em 1979.
Em 1989 fundou o Restaurante Ed Carnes com sua esposa Vânia, no bairro Cambuci, em São Paulo, onde trabalha até hoje.
É casado com Vânia e teve três filhos, Edinho (falecido em acidente de carro), Rafael e Vinicius.

## Discografia
- 1968 - Ed Carlos (LP, Fermata)
- 1973 - Ed Carlos (LP, CBS)
- 1974 - Ed Carlos (LP, Okeh)
- 1975 - Juro que te amo (LP, Okeh)
- 1979 - Escuta amor/Roberto, meu amigão (Compacto simples)
- 1980 - Quero ver você sorrir/Para ser feliz/Sede de viver/Canção (Compacto duplo)

## Filmografia
- 1979 - Joelma 23° Andar